# Oberfrauenwald (Bayerischer Wald)

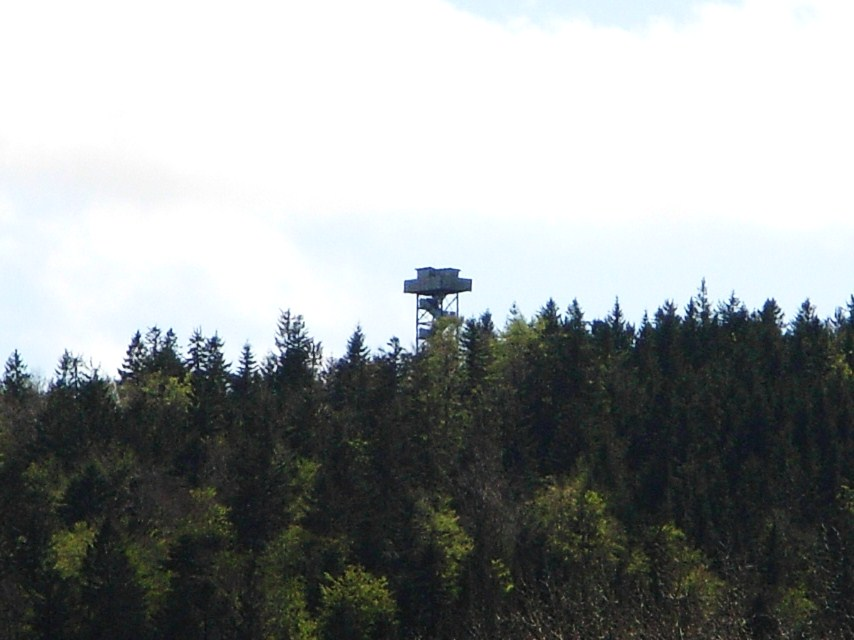
Der Aussichtsturm ohne Antennenträger in Oberfrauenwald (2008)

Der Oberfrauenwald ist ein 947 m ü. NHN hoher bewaldeter Berg im südlichen Bayerischen Wald zwischen den Städten Waldkirchen und Hauzenberg. Über seinen Gipfel verläuft die Grenze zwischen den Landkreisen Passau (dessen höchste Erhebung er ist) und Freyung-Grafenau.
Der Name Oberfrauenwald geht auf das Frauenkloster Niedernburg in Passau zurück. Im Jahr 1010 erhielt das Kloster Niedernburg von König Heinrich II. mit der Reichsunmittelbarkeit einen Teil des königlichen Nordwaldes zwischen Donau und Böhmen zugesprochen. Dieses Waldgebiet wird seither als „Frauenwald“ bezeichnet. Das Gebiet kam zwischen 1161 und 1220 zum Hochstift Passau mit den Passauer Bischöfen als weltlichen und geistlichen Herrn und blieb dort bis zur Säkularisation 1803.

## Aussichtsturm
Auf dem Oberfrauenwald steht seit 2001 ein 27 m hoher Aussichtsturm, der ein umfassendes Panorama nach allen Seiten ermöglicht. Seitdem wird der Berg auch im Sommer gern besucht. Der Aufstieg ist über einen Wanderweg vom Dorf Oberfrauenwald oder – die kürzere Variante – vom Parkplatz der Bergwachthütte 15 Minuten unter dem Gipfel aus möglich. In den Wintermonaten befindet sich an den Nordhängen des Oberfrauenwald ein kleineres Skigebiet.
Neben dem Mobilfunksender der u. a. DAB+ überträgt dient auch der Aussichtsturm als Antennenträger. Auf dem Dach ist eine Richtfunk-Antennenanlage installiert, die die umliegenden ländlichen Gebiete  mit WiMAX, dem Breitband-Internet per Funk, versorgt. 2013 wurde auf dem Turm eine Webcam zur Übertragung von 360° Panoramabildern installiert. Sie ist bei dem großen Unwetter 2017 zerstört worden. Eine neue 360° Webcam wurde im Januar 2021 aufgebaut.